# Minna Gombell

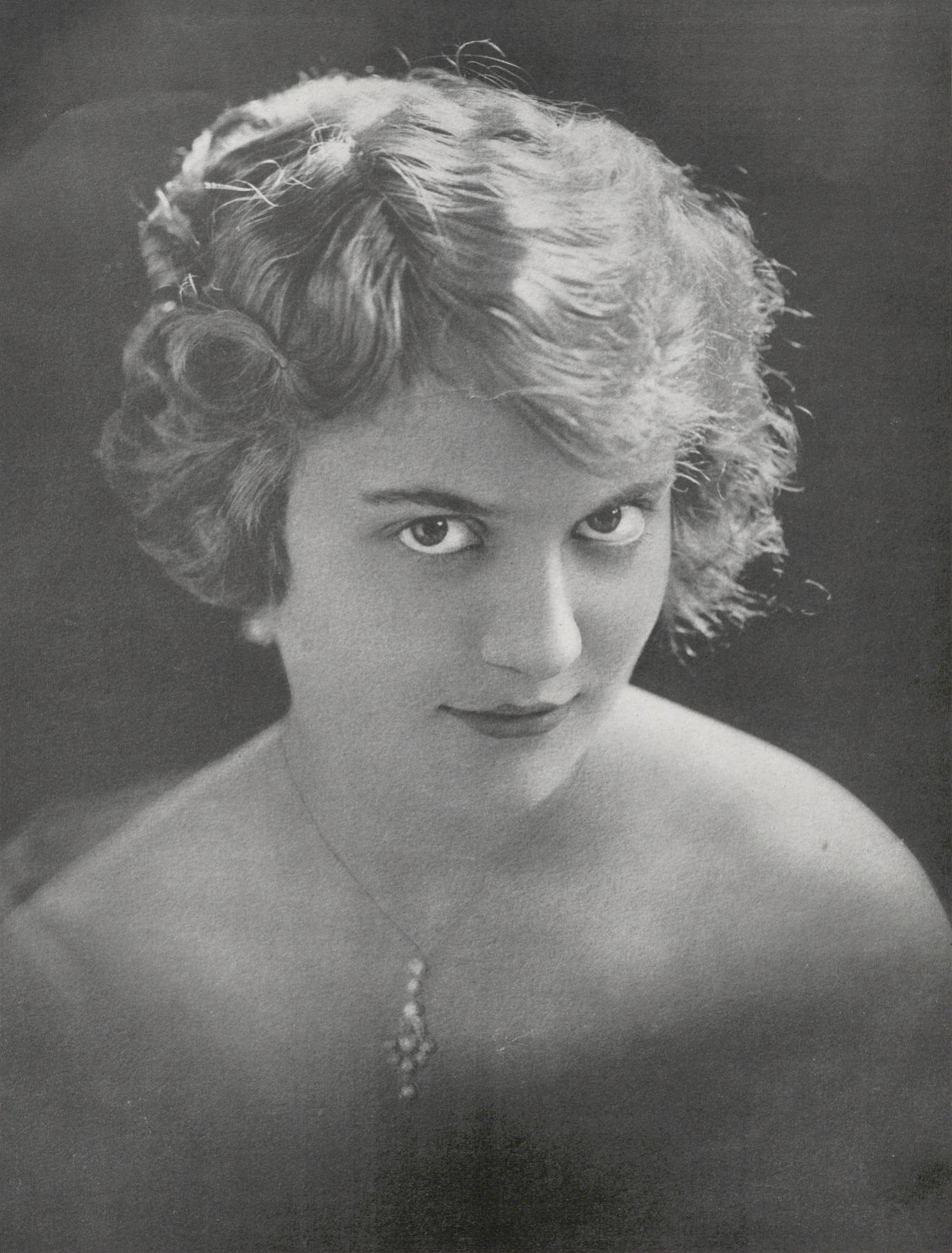
Gombell 1917

Minna Gombell (* 28. Mai 1892 in Baltimore, Maryland; † 14. April 1973 in Santa Monica, Kalifornien) war eine amerikanische Schauspielerin.

## Leben
Minna Gombell wurde 1892 als Tochter eines Arztes in Baltimore geboren, ihre Familie bestand aus deutschen Einwanderern. In den 1910er- und 1920er-Jahren hatte sie eine erfolgreiche Theaterkarriere, häufig in Hauptrollen und auch am Broadway in New York. 1929 absolvierte die blonde Schauspielerin ihr Filmdebüt mit The Great Power. Eine ihrer bekanntesten Rollen hatte sie 1934 als die eitle Ex-Frau eines verschwundenen Mannes an der Seite von William Powell und Myrna Loy in der Kriminalkomödie Der dünne Mann. Häufig verkörperte Gombell selbstbewusste und scharfzüngige Frauen in Nebenrollen, etwa als angedeutete Besitzerin eines Bordells in dem Filmdrama Kinder auf den Straßen (1933) oder als dominante Ehefrau von Oliver Hardy im Laurel-und-Hardy-Film Die Klotzköpfe (1938). 
Im Jahr 1951 drehte sie ihren letzten Film In all meinen Träumen bist Du, insgesamt umfasst ihr filmisches Schaffen rund 75 Kinofilme. Minna Gombell war dreimal verheiratet. Zuletzt, bis zu seinem Tod 1972, mit dem Drehbuchautor Myron C. Fagan.

## Filmografie (Auswahl)
- 1929: The Great Power
- 1931: Bad Girl
- 1932: Die Todesschlucht von Arizona (The Rainbow Trail)
- 1933: Kinder auf den Straßen (Wild Boys of the Road)
- 1933: Fremdenführer von Paris (The Way to Love)
- 1933: Walking Down Broadway
- 1934: Die lustige Witwe (The Merry Widow)
- 1934: Der dünne Mann (The Thin Man)
- 1934: Babbitt
- 1934: Das Taucherduell (No More Women)
- 1936: Mississippi-Melodie (Banjo on My Knee)
- 1937: Kein Platz für Eltern (Make Way for Tomorrow)
- 1937: Das letzte Sklavenschiff (Slave Ship)
- 1938: Die Klotzköpfe (Blockheads)
- 1938: Der große Walzer (The Great Waltz)
- 1938: Going Places
- 1938: Comet Over Broadway
- 1939: Premiere in Hollywood (Second Fiddle)
- 1939: Der Glöckner von Notre Dame (The Hunchback of Notre Dame)
- 1940: Der Draufgänger (Boom Town)
- 1941: Todeskarawane (Doomed Caravan)
- 1941: Entscheidung in der Sierra (High Sierra)
- 1944: Johnny Doesn’t Live Here Anymore
- 1945: Sunbonnet Sue
- 1946: Die besten Jahre unseres Lebens (The Best Years of Our Lives)
- 1947: Hyänen der Prärie (Wyoming)
- 1948: Der Schrecken von Texas (Return of the Bad Men)
- 1948: Die Schlangengrube (The Snake Pit)
- 1949: Überfall auf Expreß 44 (The Last Bandit)
- 1950: Liebeslied auf Tahiti (Pagan Love Song)
- 1951: Hochzeitsparade (Here Comes the Groom)
- 1951: In all meinen Träumen bist Du (I’ll See You in My Dreams)